# La Petite
La Petite is een Frans-Belgische dramafilm uit 2023, geregisseerd en mede geschreven door Guillaume Nicloux, gebaseerd op de roman Le berceau van Fanny Chesnel.

## Verhaal
Joseph verneemt dat zijn zoon samen met zijn partner zijn omgekomen bij een ongeluk. Omdat het koppel een kind verwachtten via een draagmoeder in België, besluit de zestigjarige Joseph om de jonge Vlaamse vrouw te ontmoeten, om zijn "kleinkind" te leren kennen.

## Rolverdeling
| Acteur              | Personage        |
| ------------------- | ---------------- |
| Fabrice Luchini     | Joseph Siprien   |
| Mara Taquin         | Rita Vandewaele  |
| Maud Wyler          | Aude Siprien     |
| Veerle Baetens      | Rita's moeder    |
| Juliette Metten     | Ava Vandewaele   |
| Lucas Van den Eynde | Pieter           |
| Viv Van Dingenen    | Sigrid           |
| Aurélia Thiérrée    | psychologe       |
| Anne Consigny       | patiënt van Aude |
| Abbas Fasaei        | autoverkoper     |
| Sandrine Dumas      | veilingmeester   |

## Release
La Petite ging op 22 augustus 2023 in première op het Festival du film francophone d'Angoulême en kwam vanaf 20 september 2023 in de bioscopen. De film kreeg van de Franse filmrecensenten een gemiddeld score van 2,9/5.